# Башилов, Борис Платонович
Борис Платонович Башилов (настоящая фамилия Юркевич; 1908, Златоуст, Российская империя — 2 января 1970, Буэнос-Айрес, Аргентина) — русский публицист, исторический писатель.

## Биография
Борис Юркевич родился в городе Златоусте (ныне Челябинская область). Начал печататься с 1924 года, но к 1931 году в Советском Союзе вышли только три его книги — Госиздат отказывал в печати, ссылаясь на нехватку бумаги. Работал в комитете Севера, принимал участие в агитпробеге от Свердловска до Москвы, который описал в книге «17 000 000 собачьих шагов», кроме того, участвовал в полярной экспедиции на ледоколе «Седов» в 1930 году (о ней рассказывается в его публикации «Льдами к Северной земле» в журнале «Вокруг света»). В 1931 году в Архангельске были изданы книги «Флейта бодрости» и «Льды и люди», подписанные псевдонимом Борис Норд.
В 1933 году Юркевич с семьёй переселился в Туруханск, где занимался организацией охотничьего хозяйства и заготовкой пушнины. После жил в Орле, в Архангельске, где работал в газете «Моряк Севера», и в Курске, где сотрудничал в газете «Курская правда».
Во время Второй мировой войны воевал в Красной армии, попал в немецкий плен под Вязьмой в октябре 1941 года. Побывав в Вяземском и Смоленском лагерях, вступил в ряды «бригады Каминского», коллаборационистского образования, после чего оказался в репатриационном лагере для военнопленных в американской оккупационной зоне — Платтлинг. Затем попал в лагерь для перемещённых лиц Мёнхегоф близ Касселя в Германии. Пережив лагерную жизнь, после окончания войны остался в Мюнхене, живя под именем Михаил Тамарцев. Там написал несколько исторических повестей. Принимал участие в деятельности Народно-трудового союза (НТС), работал секретарём издательства «Посев», состоял членом Суворовского союза.
В 1948 году Башилов порвал с НТС и переехал в Аргентину. Там он сблизился с Иваном Солоневичем и устроился в издаваемую им газету «Наша страна». Его фраза «После падения большевизма только Царь спасёт Россию от нового партийного рабства» была помещена на первую страницу «Нашей страны». С 1950-х годов в издательстве «За Правду!» в Буэнос-Айресе и других русских аргентинских издательствах печатались его историко-политические этюды, он сотрудничал с изданиями «Знамя России», «Жар-птица», «Владимирский вестник». Создал своё издательство под названием «Русь», издавал альманах «Былое и грядущее». В 1950—1960-х годах печатался главный труд Башилова — «История русского масонства» в девяти томах.
В 1950-х годах активно участвовал в работе Российского имперского союза-ордена под начальством Николая Сахновского.
Умер 2 января 1970 года, похоронен на кладбище кладбище Сан-Мартино.

## Труды
- Дневник агента Коминтерна // За Правду!, Буэнос-Айрес, 1949.
- Пламя в снегах: мифы о русской душе и русском характере. Буэнос-Айрес, 1951.
- Записки сбежавшего от «ненастоящего» социализма. Буэнос-Айрес, 1951.
- Малороссы мы или украинцы? «Владимирский вестник», 1952.
- Миф о русском «сверхимпериализме». Буэнос-Айрес.
- Незаслуженная слава (Мысли внутреннего эмигранта об антинациональной роли интеллигенции). Буэнос-Айрес.
- Правые и левые, близкие и дальние (Идейные основания правого и левого мировоззрения). Буэнос-Айрес.
- Унтерменши, морлоки или русские (Наблюдения внутреннего эмигранта). Буэнос-Айрес, 1953.
- История русского масонства т. I—VIII.
- История русского масонства т IX
- Монархия. Республика. Диктатура.
- Братство разрушителей России. Русский рубеж. № 9.
- Орден фанатиков и изуверов.
- Надзиратели вулканов и фабриканты канареек. Буэнос-Айрес. 1960.
- Русская мощь. Пламя в снегах. Москва, 2008. ISBN 978-5-89097-069-5
- Робеспьер на троне (Петр I и исторические результаты совершенной им революции).